# Trener
Trener je oseba, ki pri športu usmerja, daje navodila in trenira športno ekipo ali posamezne športnike. Trener je lahko tudi učitelj.

### Zgodovina
Britanci so prevzeli pobudo pri izboljšanju statusa športa v 19. stoletju. Za to, da so športi postali profesionalizirani, so se tudi trenerji morali profesionalizirati. To se je dokončno zgodilo v Viktorijanski dobi, do 1914 pa se je vloga še dokončno vzpostavila. V prvi svetovni vojni je vojska trenerje uporabljala za nadziranje fizične pripravljenosti vojakov ter dviganje morale v vojaških enotah.

### Podporno osebje
Trener, še posebej v profesionalnih ligah, je običajno podprt z enim ali več pomočniki ali specialnim podpornim osebjem. Osebje lahko vključuje koordinatorje, specialiste za moč in kondicijo... V elitnih tekmovanjih je vloga nutricistov, biomehanikov in fizioterapevtov še kako pomembna za uspeh ekipe in posledično trenerja.

### Trener pri nogometu
Zadevajoč nogomet so lahko dolžnosti trenerja zelo različne glede na nivo na katerem se trenira ter države v kateri se trenira. Pri mladih selekcijah je primarni cilj trenerja pomoč pri razvijanju tehničnih sposobnosti s poudarkomm na uživanju v igri ter fair playu in ne na razvijanju fizičnih in taktičnih vsebin. Zadnje čase je mnogo držav želelo spremeniti način treniranja mladih selekcij, kjer bi postavili razvoj igralcev in uživanje v igri pred zmagami tekem.
V profesionalnem nogometu je vloga trenerja omejena na treniranje in razvoj klubske prve ekipe. Pri tem mu pomagajo številni pomočniki izmed katerih je eden zadolžen za treniranje in pripravo vratarjev. V podporo so mu tudi trenerji za fizično pripravljenost in medicinsko osebje. Srednja do dolgoročna strategija kluba, s prestopi igralcev, razvojem mladih in druge športne zadolžitve običajno niso v pristojnosti trenerja. Za vse našteto je običajno zadolžen športni direktor, da se lahko trener posveti izboljšanju igralcev. Ta sistem preprečuje tudi pretirane nakupe in zapravljanje denarja za igralce v iskanju kratkoročnega uspeha. V nogometu je direktorju profesionalne nogometne ekipe običajno dodeljeno mesto menedžerja, mesta ki združuje dolžnosti športnega direktorja in trenerja.
Dolžnosti Evropskega nogometnega menedžerja so razdeljene v Severni Ameriki, kjer imajo ekipe po navadi generalnega menedžerja in glavnega trenerja. Medtem ko ima trener prve ekipe običajno vlogo pomočnika menedžerja, ki odloča o vsem, imata v Ameriki zelo različne odgovornosti. Kot primer: v Evropi ima menedžer glavno besedo pri izbiri igralcev za tekmo in pogodbah igralcev, medtem ko bi bili te odgovornosti v Ameriki razdeljene med menedžerja in glavnega trenerja.

### Trener pri bejzbolu
Oseba, ki vodi treniranje pri bejzbolu ne uporablja naziva glavni trener temveč naziv menedžer igrišča. Tako so bejzbolski trenerji člani njegovega trenerskega štaba in so pod njegovim nadzorom, s tem da ima vsak specifično vlogo. Menedžer igrišča je ekvivalent glavnim trenerjem ostalih športnih disciplin v Ameriki. Izraz menedžer se uporablja za menedžerja igrišča, medtem ko je generalni menedžer znan kot GM.
Na amaterskem nivoju je terminologija zelo podobna ostalim športom. Oseba znana kot menedžer v profesionalnih ligah je po navadi glavni trener v amaterskih ligah. Takšna terminologija je standardizirana pri ameriškem srednješolskem bejzbolu.

### Trener pri ameriškem nogometu
Kot pri veliko ostalih športih je tudi pri ameriškem nogometu veliko trenerjev in njihovih pomočnikov. Ameriški nogomet vključuje glavnega trenerja, njegovega pomočnika, napadalnega koordinatorja, obrambnega koordinatorja, koordinatorja posebnih ekip, napadalnega in obrambnega linijskega trenerja, trenerja za vsak položaj in trenerja za moč in kondicijo.

### Priprava
Seminarji za trenerje so vse bolj dosegljivi. pomembna vloga tenerjev je predvsem zagotavljanje varnosti pri mlajših športnikih. To zahteva znanje nudenja prve pomoči, kako preprečiti dehidracijo ter kako ravnati v primeru pretresa možganov.

### Načrt igre
Trenerji v pripravi na tekme sestavijo tako imenovane načrte igre oziroma navodila kako bodo igralci igrali med tekmo. Kot na primer pri nogometu, kjer lahko trener izbira med različnimi postavitvami igralcev na igrišču. trener odloči koliko igralcev bo igralo na določenem položaju, da le ne presežejo določenega števila igralcev na igrišču. Prav tako se trener odloči kje in kdaj bo določeni igralec igral.